# Quyền chọn (tài chính)
Trong tài chính, Quyền chọn (tiếng Anh: option) là một dạng hợp đồng chứng khoán phái sinh cho phép người nắm giữ nó có quyền mua hoặc bán một khối lượng hàng hóa cơ sở nhất định với một mức giá xác định vào một thời điểm đã định trước. Có hai loại quyền chọn cơ bản: quyền chọn mua (call option) và quyền chọn bán (put option). Các hàng hóa cơ sở này có thể là: cổ phiếu, chỉ số cổ phiếu, trái phiếu, chỉ số trái phiếu, tiền hay hợp đồng tương lai.

## Quyền chọn mua
Quyền chọn mua là một loại hợp đồng trong đó người nắm giữ quyền chọn có quyền (nhưng không bị bắt buộc) mua một loại tài sản nào đó (tài sản có thể là cổ phiếu, trái phiếu, hoặc là một món hàng hóa nào đó) với một giá đã được định trước (strike price) trong một thời gian đã định. Trong giao dịch này có hai phía: người mua quyền chọn mua, hay còn được gọi là người nắm giữ quyền chọn, và người bán quyền chọn mua. Người mua quyền chọn mua phải trả cho người bán quyền một khoản phí giao dịch (option premium). Người nắm giữ quyền chọn mua (call option holder) sẽ quyết định thực hiện quyền của mình khi thấy có lợi nhuận và người bán quyền chọn mua có nghĩa vụ phải bán tài sản đó cho người nắm giữ quyền chọn mua. Trong trường hợp cảm thấy không có lợi vì lý do nào đó (giá trên thị trường giảm...) người nắm giữ quyền chọn có thể không thực hiện quyền (hủy hợp đồng).

## Quyền chọn bán
Quyền chọn bán là một loại hợp đồng trong đó người nắm giữ quyền chọn có quyền (nhưng không bị bắt buộc) bán một loại tài sản nào đó (tài sản có thể là cổ phiếu, trái phiếu, hoặc là một món hàng hóa nào đó) với một giá đã được định trước trong một thời gian đã định. Trong giao dịch này có hai phía: người mua quyền chọn bán, hay còn được gọi là người nắm giữ quyền chọn, và người bán quyền chọn bán. Người mua quyền chọn bán phải trả cho người bán quyền chọn bán một khoản phí giao dịch. Người nắm giữ quyền chọn bán (put option holder) sẽ quyết định thực hiện quyền của mình khi thấy có lợi nhuận và người bán quyền chọn bán có nghĩa vụ phải mua tài sản đó từ người nắm giữ quyền chọn bán. Trong trường hợp cảm thấy không có lợi vì lý do nào đó (giá trên thị trường tăng...) người nắm giữ quyền chọn có thể không thực hiện quyền (hủy hợp đồng).

## Các kiểu quyền chọn
- Quyền chọn châu Âu (European option) - chỉ có thể được thực hiện vào đúng kì hạn (expiry date), tức là vào một ngày đã được định trước.
- Quyền chọn Mỹ (American option) - có thể được thực hiện vào bất kì ngày giao dịch nào trước hoặc cùng ngày hết hạn.
- Quyền chọn Bermuda (Bermudan option) – có thể được thực hiện vào những ngày đã định rõ cùng hay trước ngày đáo hạn.
- Quyền chọn châu Á (Asian option) – quyền chọn với khoản thanh toán bù trừ được xác định bằng trung bình giá tài sản gốc trong một khoảng thời gian định trước.
- Quyền chọn rào cản (Barrier option) – quyền chọn với đặc trưng chung là giá của tài sản gốc phải vượt qua một ngưỡng ("rào cản") nhất định trước khi quyền này có thể được thực hiện.
- Quyền chọn kép (Binary option) – Một dạng quyền chọn tất cả hoặc không gì cả ("được ăn cả ngã về không"), trong đó việc thanh toán đầy đủ toàn bộ giá trị diễn ra nếu như tài sản gốc phù hợp với điều kiện đã xác định trước vào lúc đáo hạn, còn nếu không thì nó đáo hạn mà không có giá trị gì.
- Quyền chọn kỳ cục (Exotic option) – một phạm trù rộng các quyền chọn, có thể bao gồm các cấu trúc tài chính phức tạp[1].
- Quyền chọn vani/quyền chọn chuẩn/quyền chọn thông thường (Vanilla option) – bất kỳ quyền chọn nào không phải là kỳ cục (exotic).

## Lợi nhuận
Với cả hai quyền chọn trên cơ bản (kiểu Mỹ hay châu Âu), lợi nhuận (pay-off) khi quyền chọn được thực hiện được tính bằng:
max[(S-K), 0]; cho quyền chọn mua
max[(K-S), 0]; cho quyền chọn bán
với S là giá giao ngay (spot price) của tài sản gốc và K là giá điểm (strike price).